# Dolichos karaviaensis
Dolichos karaviaensis är en ärtväxtart som beskrevs av Rudolf Wilczek. Dolichos karaviaensis ingår i släktet Dolichos och familjen ärtväxter. Inga underarter finns listade i Catalogue of Life.